# Кінознімання
Кінознімання (кінозйомка) – процес знімання кінофільму на кіноплівку. Також кінознімання у вузькому сенсі означає кінематографію, тобто дисципліну, що займається освітленням і налаштуваннями кінокамери для запису зображень фільму. Роботу зі знімання фільму проводить кінооператор.